# Аксуабат
Аксуаба́т (каз. Ақсуабат) — село у складі Сайрамського району Туркестанської області Казахстану. Входить до складу Колкентського сільського округу.
До 2000 року село називалось Жданово.
Населення — 4778 осіб (2021; 3572 у 2009, 2663 у 1999, 1887 у 1989).